# Pathogenèse
La pathogenèse, pathogénésie ou pathogénie (du grec ancien, pathos, « maladie », et genesis, « origine, création ») désigne le ou les processus responsable(s) du déclenchement et du développement d'une maladie donnée. On l'utilise aussi pour désigner les évènements ayant conduit à l'apparition d'une maladie et le déroulement de cette dernière.

## Description
La pathogenèse peut impliquer les gènes, le mode de vie, l'environnement ainsi que tout autre facteur de risque spécifique à un individu (tant sur le plan physique que psychologique) ou non. L'identification de la pathogenèse d'une maladie insiste donc sur le déroulement et les processus physiopathologiques mis en jeu par l'organisme et le psychisme au cours d'une maladie. Sa valeur médicale demeure centrale pour le clinicien lorsqu'il effectue un diagnostic et surtout un pronostic.
En homéopathie, la pathogénésie est l'ensemble des signes (ou symptômes) provoqués par une substance quelconque, dynamisée ou pas, sur plusieurs personnes censément en bonne santé. Le terme a été créé par le créateur de l'homéopathie Samuel Hahnemann. Ces pathogénésies sont colligées dans des recueils nommés Matières médicales, dont la plus ancienne est la Matière médicale pure de Samuel Hahnemann, qui servent aux homéopathes à identifier les signes selon le principe de similitude.